# Negazione del riscaldamento globale

Le campagne dei negazionisti del cambiamento climatico descrivono disaccordo tra gli scienziati sul riscaldamento globale, ma set di dati da fonti indipendenti indicano una concordanza comparativa di oltre il 99.29%.

La negazione del riscaldamento globale (o del cambiamento climatico) è la negazione o il dubbio che contraddice il consenso scientifico sul riscaldamento globale.

Gli studi accademici sull'accordo scientifico sul riscaldamento globale di origine antropica tra gli esperti di clima indicano che il livello di consenso è correlato alla competenza nella scienza del clima.

 I fautori della negazione usano comunemente tattiche retoriche per far apparire una controversia scientifica dove in realtà non sussiste. Molti tra i negazionisti climatici si dichiarano "scettici sul riscaldamento globale", il che è una descrizione impropria.
La negazione del riscaldamento globale comprende dubbi sulla misura in cui il cambiamento climatico sia causato dagli esseri umani, i suoi effetti su natura e società, e il potenziale di adattamento al riscaldamento globale nelle azioni umane. In misura minore, la negazione che il riscaldamento globale sia di origine antropica è implicita quando le persone accettano il metodo scientifico ma non trovano che le conclusioni a cui giunge gran parte degli studiosi sia compatibile con le proprie conoscenze ed esperienze sull'argomento (dissonanza cognitiva). Alcuni studi di scienze sociali hanno analizzato queste posizioni come forme di negazionismo, pseudoscienza, o propaganda.
La cospirazione per inficiare la fiducia del pubblico nella scienza climatica è organizzata da interessi industriali, politici e e ideologici. La negazione del riscaldamento globale è stata associata alla lobby dell'energia, ai fratelli Koch (Charles Koch e David Koch), a sostenitori dell'industria, think tank conservatori e organi di informazione alternativi di destra, spesso statunitensi. Più del 90% dei saggi scettici sul cambiamento climatico provengono da think-tank di destra. La negazione del riscaldamento globale sta vanificando i tentativi di mitigazione climatica, ed esercita una potente influenza sulle politiche del cambiamento climatico e sull'artificiosa controversia sul riscaldamento globale.
Negli anni 1970 le compagnie petrolifere pubblicarono una finta ricerca scientifica che concordava largamente con la concezione della comunità scientifica sul riscaldamento globale. Da allora, per decenni, le compagnie petrolifere hanno organizzato un'ampia e sistematica campagna di negazione del cambiamento climatico per seminare pubblica disinformazione, una strategia che mostra affinità con l'elaborata negazione dei rischi da tabagismo animata dall'industria del tabacco. Alcune campagne furono addirittura svolte dagli stessi soggetti che in precedenza avevano diffuso la campagna negazionista dell'industria del tabacco.

## Terminologia
"Scetticismo sul cambiamento climatico" e "negazione del cambiamento climatico" si riferiscono a negazione, sottovalutazione o dubbio ingiustificato riguardo al consenso scientifico su stima e portata del riscaldamento globale, suo significato, o sua connessione al comportamento umano, in tutto o in parte.
Benché esista una distinzione tra scetticismo, che significa dubitare della verità di un'asserzione, e la franca negazione della verità di un'asserzione, nel dibattito pubblico frasi come "scetticismo climatico" sono state spesso usate come sinonimo di negazionismo climatico o "contrarismo".
La terminologia emerse negli anni 1990. Anche se tutti gli scienziati aderiscono allo scetticismo scientifico come parte necessaria del processo, da metà novembre 1995 la parola "scettico" fu usata specificamente per la minoranza che diffondeva concezioni contrarie al consenso scientifico. Questo piccolo gruppo di scienziati presentava le proprie posizioni in dichiarazioni pubbliche agli organi di informazione, piuttosto che alla comunità scientifica. Questa abitudine continuò. Nel suo articolo del 1995 "The Heat is On: The warming of the world's climate sparks a blaze of denial", Ross Gelbspan disse che l'industria aveva assoldato "una piccola banda di scettici" per confondere l'opinione pubblica con una "persistente e ben finanziata campagna di negazione". Il suo libro del 1997 The Heat is On potrebbe essere il primo che si concentra specificamente sull'argomento. In esso, Gelbspan discusse una "negazione pervasiva del riscaldamento globale" in una "campagna persistente di negazione e dissimulazione" implicante "finanziamenti non rivelati di questi 'scettici dell'effetto serra' " con "gli scettici del clima" che confondono l'opinione pubblica e influenzano i decisori politici.
Un documentario del 2006 per CBC Television sulla campagna si intitolava The Denial Machine. Nel 2007 la giornalista Sharon Begley parlo di "macchina della negazione", una frase successivamente usata dagli studiosi.
In aggiunta alla negazione esplicita, alcuni gruppi sociali hanno dimostrato negazione implicita accettando il consenso scientifico, ma non riuscendo a "tradurre l'accettazione in azione". Questo fu esemplificato dallo studio di Kari Norgaard su un villaggio in Norvegia colpito dal cambiamento climatico, i cui residenti si interessavano piuttosto di altri problemi.
La terminologia non è pacifica: la maggior parte di coloro che respingono il consenso scientifico usano i termini "scettico" e "scetticismo sul cambiamento climatico", e solo pochi hanno preferito essere descritti come negatori, ma la parola scetticismo è usata scorrettamente, dato che lo scetticismo scientifico è parte intrinseca della metodologia scientifica. Il termine "contrario" è più specifico, ma usato meno frequentemente. In letteratura e giornalismo scientifici, I termini "negazione del cambiamento climatico" e "negatori del cambiamento climatico" hanno un uso ben radicato come termini descrittivi senza alcun intento peggiorativo. Sia il National Center for Science Education sia lo storico Spencer R. Weart riconoscono che entrambe le opzioni sono problematiche, ma hanno deciso di usare "negazione del cambiamento climatico" piuttosto che "scetticismo".
I termini legati al "negazionismo" sono stati criticati in quanto introdurrebbero un tono moralistico, e potenzialmente implicherebbero un nesso con il negazionismo dell'Olocausto. Secondo alcune insinuazioni, fermamente contestate dal mondo accademico, tale accostamento sarebbe deliberato. L'uso di "negazione" è assai anteriore all'Olocausto, ed è comunemente applicato in altri ambiti come il negazionismo dell'HIV/AIDS: John Timmer di Ars Technica ha osservato che questo tipo di insinuazione rappresenta già intrinsecamente una forma di negazione.
Nel 2014 una lettera aperta del Committee for Skeptical Inquiry invitò gli organi di informazione a smettere di usare il termine "scetticismo" quando ci si riferisca alla negazione del cambiamento climatico. Veniva contrapposto lo scetticismo scientifico — che è "basilare per il metodo scientifico" — con la negazione — "il rigetto a priori di idee senza [esprimere] considerazioni obiettive" — e il comportamento di soggetti implicati nel tentativo di screditare la scienza climatica. Vi si diceva "Non tutti i soggetti che si definiscono scettici sul cambiamento climatico sono negatori. Ma praticamente tutti i negatori si sono falsamente auto-etichettati come scettici. Continuando ad utilizzare questo termine improprio, i giornalisti hanno attribuito immeritata credibilità a quanti rifiutano scienza e indagine scientifica." Nel giugno 2015 a Media Matters for America fu segnalato dal public editor del New York Times che tale testata tendeva sempre più ad usare "negatore" quando "qualcuno sta mettendo in discussione la scienza consolidata", ma esprimendo questa valutazione in modo soggettivo e senza direttive prestabilite, e non avrebbe usato il termine quando qualcuno è "un po' indeciso sull'argomento o nel mezzo". La direttrice esecutiva di Society of Environmental Journalists disse che seppure c'era ragionevole scetticismo su alcuni temi specifici, riteneva che negatore fosse "il termine più preciso quando qualcuno sostiene che non esista qualcosa come il riscaldamento globale, o è d'accordo che esista ma nega che esso abbia qualche causa a noi comprensibile o qualsiasi impatto che possiamo misurare."
La lettera del Committee for Skeptical Inquiry ispirò una petizione su climatetruth.org in cui ai sottoscrittori veniva chiesto di "Dire all'Associated Press: Stabilite una regola nell'AP Stylebook che vieti l'uso di 'scettico' per descrivere quelli che negano i dati scientifici."  Il 22 settembre 2015 l'Associated Press annunciò "un'aggiunta alla voce di AP Stylebook sul riscaldamento globale" che raccomandava, "per descrivere quelli che non accettano la scienza del clima o mettono in discussione che il mondo si stia riscaldando per cause legate all'uomo, usate dubitatori del cambiamento climatico o quelli che respingono la prevalente scienza del clima. Evitate l'uso di scettici o negatori." Il 17 maggio 2019 anche The Guardian ripudiò l'uso del termine "scettici del clima" in favore di "negatori della scienza del clima".

## Storia

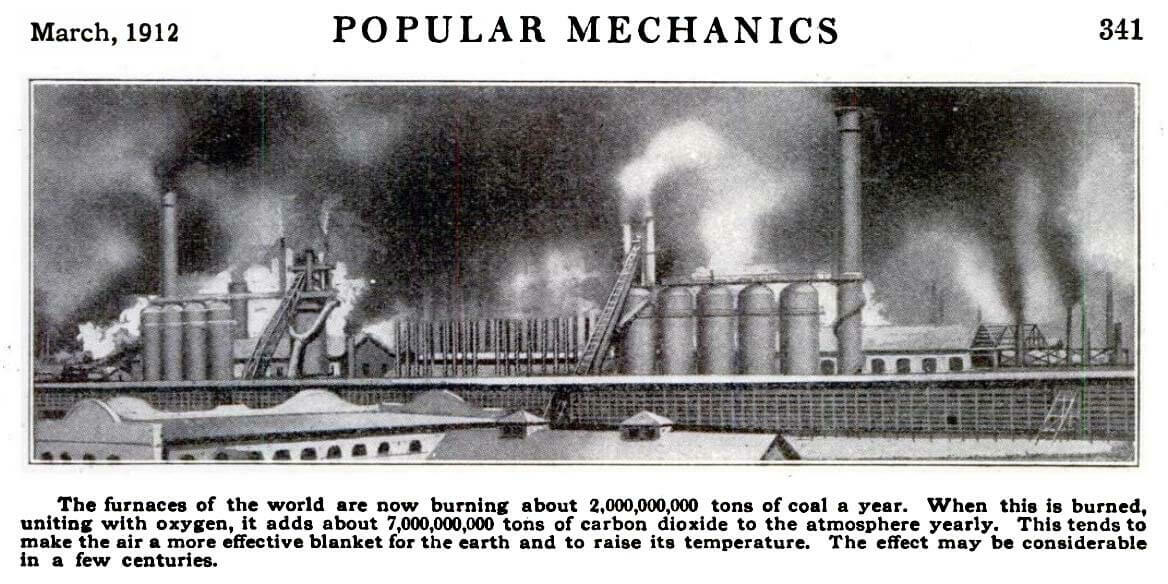
L'impatto dell'effetto serra sul clima descritto più di cent'anni fa in questo articolo di Popular Mechanics, 1912.

La ricerca sugli effetti sul clima dell'anidride carbonica iniziò nel 1824, quando Joseph Fourier inferì l'esistenza dell'"effetto serra" atmosferico. Nel 1860 John Tyndall quantificò gli effetti dei gas serra sull'assorbimento della radiazione infrarossa. Svante Arrhenius nel 1896 dimostrò che la combustione del carbone poteva causare il riscaldamento globale, e nel 1938 Guy Stewart Callendar trovò che ciò stava già avvenendo in qualche misura. La ricerca avanzò rapidamente dopo il 1940; dal 1957 Roger Revelle avvertì l'opinione pubblica sui rischi che la combustione del carbone fosse "un grandioso esperimento scientifico" sul clima. NASA e NOAA proseguirono la ricerca, il Charney Report del 1979 concluse che il rilevante riscaldamento era già in atto, e "Una politica aspetta-e-vedi può significare attendere finché è troppo tardi."
Nel 1959 uno scienziato che lavorava per la Shell suggerì in un articolo di New Scientist che i cicli del carbone sono troppo vasti per turbare l'equilibrio della natura. Nel 1966 però, un'organizzazione di ricerca dell'industria carbonifera, Bituminous Coal Research Inc., pubblicò la sua risultanza secondo cui se le tendenze prevalenti nel consumo di carbone continuano, "la temperatura dell'atmosfera terrestre crescerà e ne deriveranno vasti cambiamenti nei climi della terra." "Questi cambiamenti di temperatura causeranno lo scioglimento delle calotte polari che, a loro volta, provocheranno l'inondazione di molte città costiere, tra cui New York e Londra." In una discussione seguente questo studio nella medesima pubblicazione, un tecnico della combustione di Peabody Coal, ora Peabody Energy, il più grande fornitore di carbone al mondo, aggiunse che l'industria carbonifera stava meramente "guadagnando tempo" prima che fossero promulgate norme statali ulteriori sull'inquinamento dell'aria, per migliorarne la pulizia. Nondimeno, l'industria carbonifera per decenni successivi propugnò pubblicamente la posizione che un aumento del diossido di carbonio fosse vantaggioso per il pianeta.
In risposta alla crescente presa di coscienza nella pubblica opinione circa l'effetto serra negli anni 1970, si mobilitò la reazione conservatrice, confutando le preoccupazioni ambientali che avrebbero portato a normative del governo. Nel 1977 il Segretario all'Energia, il repubblicano James Schlesinger, consigliò al presidente (democratico) Jimmy Carter di non prendere provvedimenti circa un memorandum in tema di cambiamento climatico, adducendo l'incertezza. Durante la presidenza di Ronald Reagan (1981) il riscaldamento globale divenne un tema politico, con immediati progetti di tagliare le spese sulla ricerca ambientale — specie se collegata al clima — e di smettere di finanziare il monitoraggio della CO2. Reagan nominò Segretario dell'energia degli Stati Uniti d'America James B. Edwards, secondo cui non esisteva alcun vero problema di riscaldamento globale. Il parlamentare Al Gore aveva studiato sotto la guida di Revelle e conosceva gli sviluppi scientifici: si unì ad altri che organizzavano audizioni al Congresso dal 1981 in poi, con testimonianze di scienziati tra cui Revelle, Stephen Schneider e Wallace Smith Broecker. Le audizioni sensibilizzarono l'opinione pubblica a sufficienza per ridurre i tagli alla ricerca sull'atmosfera. Si sviluppò un dibattito polarizzato dalle posizioni dei partiti politici. Nel 1982 Sherwood Idso pubblicò il libro Carbon Dioxide: Friend or Foe? che diceva che gli aumenti di CO2 non avrebbero danneggiato il pianeta, ma avrebbero fertilizzato i raccolti ed erano "qualcosa che andava incoraggiato e non represso", al contempo lamentando che le sue teorie fossero state respinte dall'"establishment scientifico". Un rapporto della Environmental Protection Agency (EPA) dichiarò che il riscaldamento globale era "non un problema teorico ma una minaccia i cui effetti si sarebbero sentiti entro pochi anni", con conseguenze potenzialmente "catastrofiche". L'amministrazione Reagan reagì chiamando "allarmista" il rapporto, e la diatriba ebbe ampia risonanza mediatica. L'attenzione dell'opinione pubblica si rivolse ad altri argomenti, poi nel 1985 la scoperta del buco nell'ozono polare determinò una rapida reazione internazionale. Per l'opinione pubblica, ciò era legato al cambiamento climatico e alla possibilità di un'azione efficace, ma l'interesse per la notizia si attenuò.
L'attenzione dell'opinione pubblica riprese vigore in relazione alle siccità estive e alle ondate di calore, quando James Hansen intervenne all'audizione del Congresso del 23 giugno 1988, affermando con elevata sicurezza che è in corso un riscaldamento a lungo termine, con la probabilità di un forte riscaldamento nei prossimi 50 anni, e mettendo in guardia da probabili tempeste e inondazioni. Aumentò anche l'attenzione degli organi di informazione: la comunità scientifica aveva raggiunto un ampio consenso sul fatto che il clima stava cambiando, l'attività umana ne era molto probabilmente la causa principale, e che ci sarebbero state conseguenze significative se la tendenza al riscaldamento non fosse stata raffrenata. Questi fatti incoraggiarono il dibattito su nuove leggi riguardanti normative ambientali, il che era osteggiato dall'industria dei combustibili fossili.
A partire dal 1989, organizzazioni finanziate dalle industrie, tra cui Cooler Heads Coalition, Global Climate Coalition e George C. Marshall Institute, cercarono di suscitare dubbi nell'opinione pubblica, riproponendo la strategia sviluppata dall'industria del tabacco. Un piccolo gruppo di scienziati non allineati al consenso sul riscaldamento globale prese un impegno politico, e, con l'appoggio di interessi politici conservatori, iniziò a pubblicare mediante libri e stampa generica invece che sulle riviste scientifiche. Nel gruppetto di studiosi figuravano pure alcuni soggetti che avevano partecipato alla strategia "dubitativa" dell'industria del tabacco. Spencer Weart afferma che proprio in questo periodo il legittimo scetticismo su aspetti elementari della scienza climatica non era più giustificabile, e quelli che diffondevano sfiducia su questi argomenti divennero negatori. Poiché i loro argomenti venivano sempre più respinti dalla comunità scientifica e dai nuovi dati, i negatori ricorsero ad argomentazioni politiche, portando attacchi personali alla reputazione degli scienziati, e promuovendo l'idea di una cospirazione del riscaldamento globale.
Con la caduta del comunismo nel 1989 e la diffusione internazionale del movimento ambientale al summit della Terra (Rio de Janeiro 1992), l'attenzione dei think-tank conservatori USA, che erano stati organizzati negli anni 1970 come un contro-movimento intellettuale verso il socialismo, virò dalla "paura rossa" alla "paura verde" che i conservatori vedevano come una minaccia alle loro mire di proprietà privata, economie di mercato fondate sul libero commercio e capitalismo globale. In quanto contro-movimento, usavano lo scetticismo ambientale per promuovere la negazione della realtà di problemi come perdita di biodiversità e cambiamento climatico.
Nel 1992 un rapporto EPA mise in relazione il fumo passivo con il cancro ai polmoni. L'industria del tabacco si rivolse all'impresa di pubbliche relazioni APCO Worldwide, che predispose una strategia di campagne astroturfing finalizzate a mettere in dubbio la scienza, collegando l'ansia di fumare ad altri problemi, compreso il riscaldamento climatico, così da orientare l'opinione pubblica contro gli appelli all'intervento del governo. La campagna raffigurava le preoccupazioni del pubblico come "timori infondati" asseritamente basati solo su "scienza spazzatura" contrapposta alla loro "scienza sana" e agiva attraverso gruppi di facciata, soprattutto l'Advancement of Sound Science Center (TASSC) e il suo sito Junk Science, gestito da Steven Milloy. Una nota dell'industria del tabacco commentava "Il dubbio è il prodotto che fa per noi perché è il miglior mezzo per competere con l'"insieme di prove" che esiste nella mente del grande pubblico. È anche il mezzo per creare una controversia." Negli anni 1990 si spense la campagna del tabacco, e il TASSC iniziò a ricevere finanziamenti da compagnie petrolifere tra cui la Exxon. Il suo sito assunse un ruolo centrale nel diffondere "quasi ogni tipo di negazione del cambiamento climatico che ha raggiunto la stampa di massa."
Negli anni 1990 il Marshall Institute iniziò una campagna contro la maggior regolazione normativa di aspetti ambientali quali pioggia acida, buco nell'ozono, fumo passivo, e la pericolosità del DDT. In ciascun caso il loro argomento era che la scienza era troppo incerta per giustificare un intervento del governo; una strategia ricalcata su precedenti tentativi di sminuire gli effetti sulla salute del tabacco negli anni 1980. Questa campagna sarebbe continuata nei vent'anni successivi.
Queste iniziative riuscirono ad influenzare nel grande pubblico la percezione del cambiamento climatico. Tra il 1988 e gli anni 1990 il dibattito pubblico si spostò, da scienza e dati sul cambiamento climatico, a discussioni di politica e controversie di contorno.
La campagna per diffondere dubbio continuò negli anni 1990, anche con un'azione pubblicitaria finanziata da paladini dell'industria carbonifera, tendente a "riposizionare il riscaldamento globale come una teoria piuttosto che un dato di fatto", e una proposta del 1988 dell'American Petroleum Institute per reclutare scienziati che convincessero politici, organi di informazione e opinione pubblica che la scienza climatica era troppo incerta per fornire la motivazione di normative ambientali. La proposta comprendeva una strategia in più punti da 5 milioni di dollari per "massimizzare l'impatto delle opinioni scientifiche coerenti con le nostre sul Congresso, sugli organi di informazione e su altri interlocutori chiave", con l'obiettivo di "sollevare dubbi e sminuire la cultura scientifica prevalente".
Nel 1998 Gelbspan commentò che i suoi colleghi giornalisti accettavano che stesse avvenendo il riscaldamento globale, ma disse che si trovavano nella "negazione 'stadio due' della "crisi climatica"', incapaci di accettare la fattibilità di risposte al problema. Un libro successivo di Milburn e Conrad su The Politics of Denial ("la politica della negazione") descriveva "forze economiche e psicologiche" che producevano negazione del consenso sui temi del riscaldamento del globale.
Questi tentativi da parte di gruppi di negazione del cambiamento climatico furono riconosciuti come una campagna organizzata che iniziava negli anni 2000. I sociologi Riley Dunlap e Aaron McCright giocarono un ruolo significativo in questo mutamento quando nel 2000 pubblicarono un articolo che esplorava le connessioni tra i think-tank conservatori e la negazione del cambiamento climatico. Un lavoro successivo avrebbe sviluppato l'osservazione che gruppi specifici stavano incoraggiando lo scetticismo contro il cambiamento climatico — uno studio del 2008 della University of Central Florida analizzò le fonti della letteratura "ambientalmente scettica" pubblicata negli Stati Uniti. L'analisi dimostrò che il 92% della letteratura era in tutto o in parte associato a sedicenti think-tank conservatori. Poi nel 2015 una ricerca identificò 4 556 soggetti con legami di reti sovrapposte a 164 organizzazioni che sono responsabili della maggior parte dei tentativi di sminuire la minaccia di cambiamento climatico negli USA.
Il libro Boiling Point di Gelbspan (2004) espose la campagna dell'industria del combustibile fossile per negare il cambiamento climatico e compromettere la fiducia del pubblico nella scienza climatica. Nell'articolo di copertina di Newsweek agosto 2007, "The Truth About Denial", Sharon Begley riferì che "la macchina della negazione sta andando a tutto gas", e disse che questa "ben coordinata, ben finanziata campagna" di scienziati contrari, think-tank del libero mercato, e industrie Big Oil (le principali petrolifere) avevano "creato una nebbia paralizzante di dubbio intorno al cambiamento climatico."
Facendo riferimento al lavoro dei sociologi Robert Antonio e Robert Brulle, Wayne A. White ha scritto che la negazione del cambiamento climatico è diventata la massima priorità in un più ampio programma di legislazione anti-ambientale perseguito dai neoliberali. Oggi, lo scetticismo sul cambiamento climatico è un fenomeno prevalentemente degli Stati Uniti, in cui gli organi di informazione riservano uno spazio sproporzionato alla comunità che nega il cambiamento climatico. Oltre ai "media", il movimento contrario è stato favorito dalla crescita di internet, poiché si è giovato del sostegno di taluni blogger, ospiti di talk-show radiofonici ed editorialisti di quotidiani.
Nel 2015, The New York Times ed altri riferirono che le compagnie petrolifere sapevano dagli anni 1970 che bruciare combustibili fossili poteva provocare cambiamento climatico e riscaldamento globale, ma nondimeno finanziarono i negatori per anni. Dana Nuccitelli scrisse in The Guardian che i negatori climatici di un piccolo gruppo marginale non venivano più presi sul serio alla XXI Conferenza delle Parti dell'UNFCCC, dove si era formato il consenso sul punto che "dobbiamo smettere di rinviare e iniziare a fare sul serio per prevenire una crisi climatica." Però The New York Times osservò che ogni applicazione dell'accordo raggiunto era volontaria, e sarebbe dipesa da ciascun leader mondiale — ed ogni candidato repubblicano alle presidenziali USA del 2016 metteva in dubbio o negava la scienza del cambiamento climatico.
Nel periodo 2018—2019 Ernesto Araújo, il ministro degli esteri incaricato dall'allora presidente del Brasile Jair Bolsonaro, definì il riscaldamento globale come una trama dei marxisti culturali, ed eliminò la Divisione Cambiamento Climatico del suo ministero.
Alexandre Lopez-Borrull, professore associato di Scienze dell'informazione e della comunicazione presso l'Università Aperta della Catalogna, nel 2023 rilevò un incremento di negazione del cambiamento climatico, specie fra i sostenitori dell'estrema destra. I negatori del cambiamento climatico minacciavano i meteorologi, accusandoli di provocare la siccità, falsificare le letture dei termometri, e filtrare maliziosamente le stazioni meteorologiche dei luoghi più torridi per travisare il riscaldamento globale. Ancora nel 2023 la CNN riferì che in tutto il mondo meteorologi e comunicatori climatici ricevevano sempre più messaggi minatori e false accuse secondo cui mentivano sul meteo o lo controllavano, esagerando i valori termici per far sembrare peggiore il cambiamento climatico, e cambiavano le tavolozze cromatiche sulle carte del tempo per renderle più impressionanti. Jennie King, responsabile della ricerca e della politica climatica presso l'Istituto per il dialogo strategico, ha affermato che la crescita di queste teorie cospirative è "la logica evoluzione della più ampia tendenza a respingere le istituzioni" che si suppone stiano cercando di "attuare un qualche programma insidioso". Nel frattempo, dopo l'acquisizione del 2022 di Twitter da parte di Elon Musk, sono state rimosse le figure chiave dell'azienda che garantivano la priorità dei contenuti affidabili, e gli scienziati del clima hanno ricevuto un forte aumento di tweet ostili, minacciosi, molesti e personalmente offensivi da parte dei negatori.

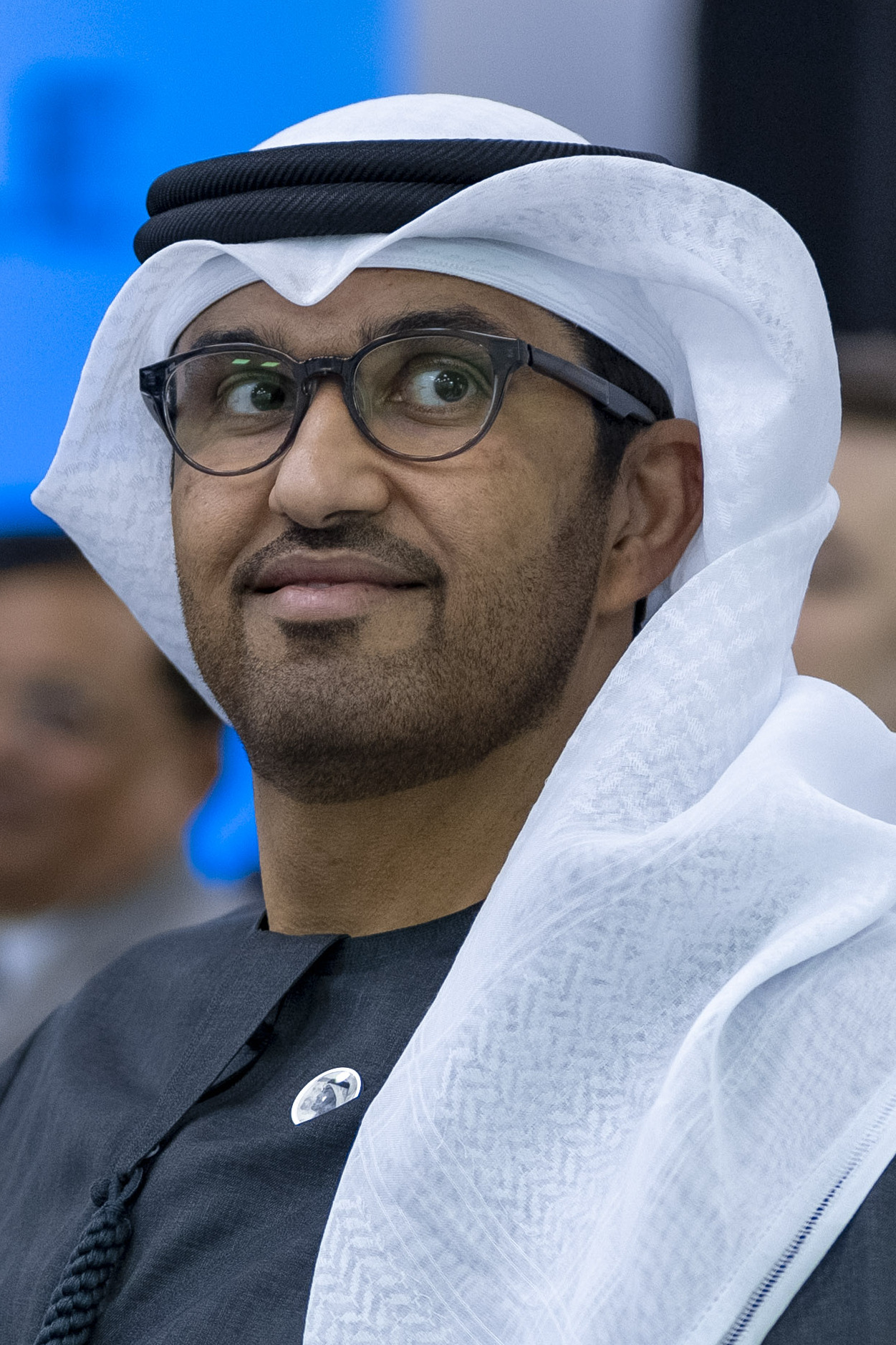
Sultan Al Jaber nel 2023

Nel 2023, Sultan Al Jaber, presidente di COP28, dichiarò che "nessuna scienza" indica che si debbano abbandonare i combustibili fossili per contenere l'aumento di riscaldamento globale a non più di 1,5°, e che una tale scelta non sarebbe sostenibile "a meno che non si voglia riportare indietro il mondo alle caverne". Il 4 dicembre dello stesso anno Al Jaber tenne una conferenza stampa in cui sostenne di essere stato "frainteso" dagli organi di informazione, aggiungendo di "credere nella scienza".

### Scienziati negazionisti
Negli anni novanta, i principali scienziati statunitensi che hanno seminato dubbi nel pubblico riguardo al consenso scientifico sulle cause del riscaldamento globale sono stati i fisici Fred Singer, Frederick Seitz e William Nierenberg e l'astrofisico Robert Jastrow. In seguito, altri scienziati statunitensi (legati per lo più a think tank conservatori) hanno manifestato una posizione contraria al consenso scientifico prevalente riguardo al riscaldamento globale: tra questi, i più noti sono i climatologi John Christy, Roy Spencer, Patrick Michaels, Robert Balling e Judith Curry, i fisici Richard Lindzen e William Happer, i meteorologi William R. Cotton e Sherwood Idso, il geografo David Legates e gli astrofisici Sallie Baliunas e Willie Soon.

## Reti di negazione

### Stati Uniti
L'industria della negazione del cambiamento climatico è più forte negli Stati Uniti. Nel ciclo delle elezioni del 2016 negli Stati Uniti, ogni candidato presidenziale repubblicano metteva in dubbio o negava il cambiamento climatico, e contrastava i passi del governo USA come ha fatto il leader repubblicano nel Senato degli Stati Uniti.
Un rapporto del Pentagono ha messo in evidenza come la negazione del cambiamento climatico minacci la sicurezza nazionale. Uno studio del 2015 identificò 4 556 soggetti che avevano legami di reti sovrapposte con 164 organizzazioni responsabili delle maggiori iniziative per sottovalutare la minaccia del cambiamento climatico negli USA.
Nel 2013 il Center for Media and Democracy riferì che State Policy Network (SPN), una denominazione che raccoglie 64 think tank USA, aveva fatto lobbying per conto di grandi imprese e donatori conservatori per contrastare la legislazione sul cambiamento climatico.
Secondo in rapporto investigativo nel Chronicle of Higher Education, alcuni rilevanti saggi accademici usati per sostenere il negazionismo del cambiamento climatico furono scritti da autori connessi ad Harvard, MIT, e Georgetown University che avevano non dichiarati conflitti di interessi.

### Internazionali
La Clexit Coalition si descrive come: "Una nuova organizzazione internazionale [che] mira a prevenire la ratifica del costoso e pericoloso trattato di Parigi sul riscaldamento globale". Ha membri in 26 Paesi. Secondo The Guardian: "I capi di Clexit sono coinvolti pesantemente nelle organizzazioni finanziate da[lle industrie del tabacco e [dei] combustibili fossili".

### Editori, siti web
Nel novembre 2021 uno studio del Center for Countering Digital Hate identificò "dieci editori marginali" che da soli originavano circa il 70 per cento delle interazioni di utenti Facebook con contenuti che negavano il cambiamento climatico. Facebook dichiarò che la percentuale era sovrastimata e definì lo studio fuorviante.
I "dieci [editori] tossici" (toxic ten) erano: Breitbart News, The Western Journal, Newsmax, Townhall, Media Research Center, The Washington Times, The Federalist, The Daily Wire, RT, e The Patriot Post.
The Rebel Media e il suo direttore, Ezra Levant, hanno promosso la negazione del cambiamento climatico e l'estrazione di sabbie bituminose in Alberta.

## Argomenti e posizioni sul riscaldamento globale

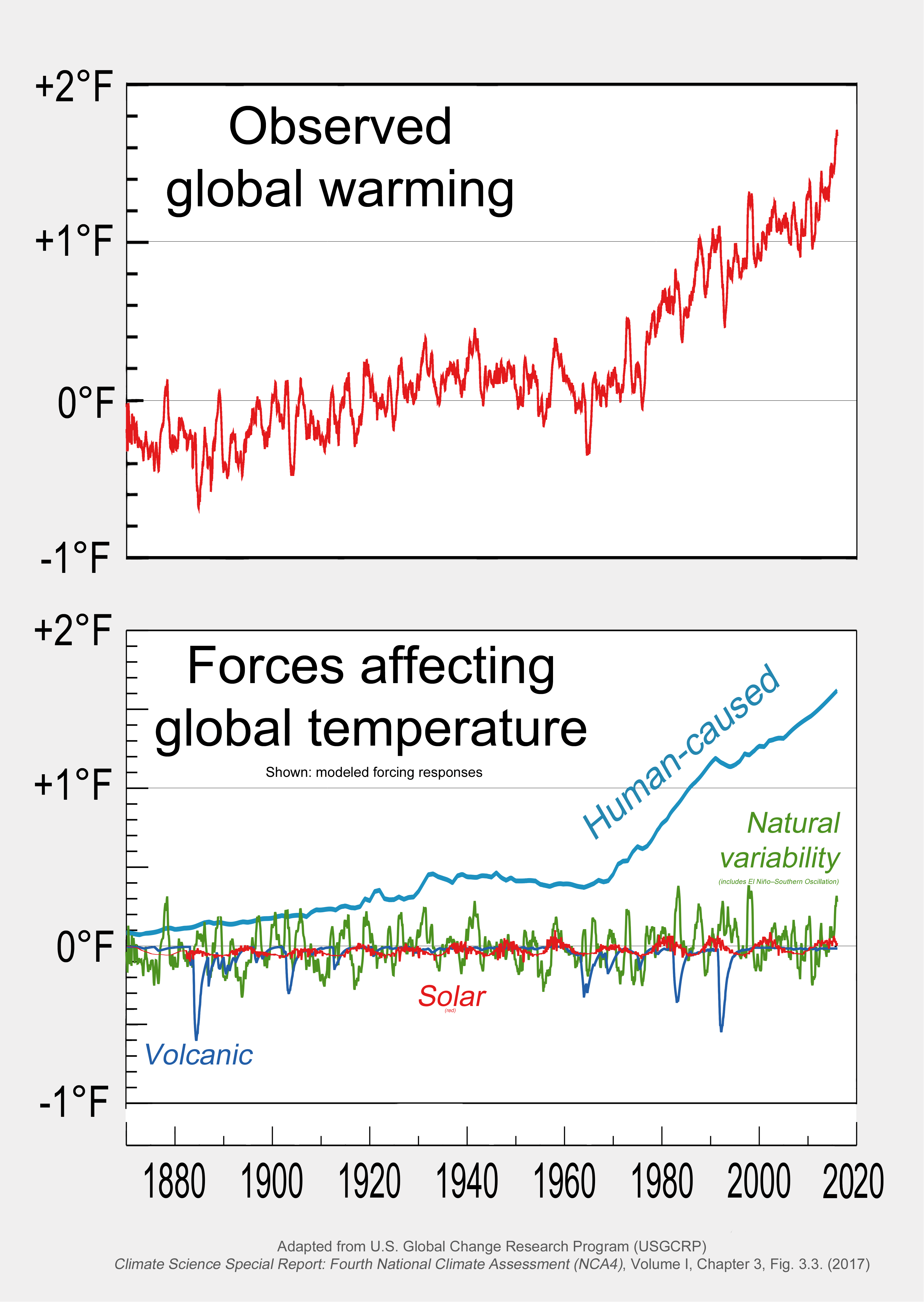
Il Fourth National Climate Assessment ("NCA4", U.S., 2017) comprende diagrammi che illustrano come i fattori umani — e non vari fattori naturali che sono stati studiati — siano la causa predominante del riscaldamento globale osservato.

Alcuni gruppi di negazione del cambiamento climatico dicono che poiché la CO2 è presente solo in tracce nell'atmosfera (grosso modo 400 ppm, o 0,04%, 4 parti per 10 000) può avere solo un minimo effetto sul clima. Gli scienziati hanno scoperto da oltre un secolo che anche questa piccola proporzione ha un effetto riscaldante significativo, e un suo raddoppio causa un grosso aumento della temperatura. Il consenso scientifico, riassunto dal Quarto Rapporto IPCC, la U.S. Geological Survey, ed altri rapporti, è che l'umanità sia la causa principale del cambiamento climatico. Bruciare combustibili fossili genera 30 miliardi di tonnellate di CO2 l'anno, che è 130 volte la quantità prodotta dai vulcani. Alcuni gruppi affermano che il vapore acqueo è un gas serra più significativo, ed è trascurato da molti modelli climatici. Anche se il vapore acqueo è un gas serra, la sua sopravvivenza atmosferica assai breve (circa 10 giorni) confrontata con quella della CO2 (centinaia di anni) comporta che la CO2 sia la principale sorgente del rialzo termico; il vapore acqueo agisce come un meccanismo reattivo, non forzante. Il vapore acqueo è stato inserito nei modelli climatici dall’esordio di questi ultimi, verso la fine del XIX secolo.
I gruppi di negazione possono anche sostenere che il riscaldamento globale si è fermato di recente, c'è una pausa del riscaldamento globale, o che in realtà le temperature globali stanno calando, e puntano ad un raffreddamento globale. Queste argomentazioni si basano su fluttuazioni di breve termine, ed ignorano lo schema del riscaldamento nel lungo periodo.
Questi gruppi spesso invocano la variabilità naturale, come le macchie solari e i raggi cosmici, per spiegare la tendenza al riscaldamento. Secondo questi gruppi, c'è una variabilità naturale che diminuirà con il tempo, e l'influenza umana ha poco a che fare con ciò. Questi fattori sono già presi in considerazione nello sviluppo dei modelli climatici, e il consenso scientifico è che non possano spiegare la tendenza al riscaldamento osservata.
In una riunione del maggio 2018 dello United States House Committee on Science, Space, and Technology il rappresentante di Alabama Mo Brooks  affermò che l'innalzamento del livello del mare non è causato dallo scioglimento dei ghiacciai, ma piuttosto dall'erosione delle coste e dal limo che scorre dai fiumi nell'oceano.
La letteratura sul negazionismo del cambiamento climatico spesso suggerisce che dovremmo aspettare tecnologie migliori prima di affrontare il cambiamento climatico, quando saranno più accessibili ed efficaci.

### Teorie del complotto

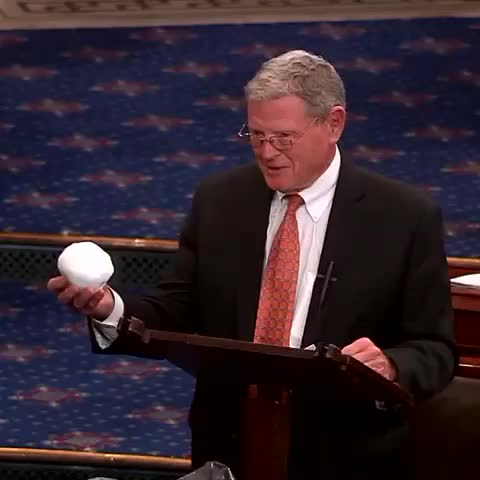
Il senatore statunitense repubblicano Jim Inhofe impugna una palla di neve nell'aula del Senato USA per mostrare che "fuori fa freddo, molto freddo. Molto fuori stagione." Era il 26 febbraio 2015.

Sul riscaldamento globale sono state postulate teorie del complotto che affermano che il consenso scientifico è illusorio, o che i climatologi agiscono per loro interessi finanziari causando ingiustificato allarme a proposito di un cambiamento climatico. Malgrado la rivelazione di email in occasione del Climategate, e l'inchiesta indipendente, multinazionale, sul tema, non è stata presentata alcuna prova di un tal complotto, ed esiste un robusto consenso tra scienziati di una moltitudine di estrazioni politiche, sociali, organizzative e nazionali circa portata e cause del cambiamento climatico. Diversi ricercatori hanno concluso che circa il 97% degli scienziati climatici condividono questo consenso. Inoltre, gran parte dei dati usati nella scienza del clima è nel pubblico dominio per essere vista ed interpretata da ricercatori concorrenti e da chiunque altro.
Nel 2012 una ricerca di Stephan Lewandowsky (allora presso University of Western Australia) concluse che la credenza in altre teorie del complotto, come quella che l'FBI fosse responsabile dell'assassinio di Martin Luther King, era associata con la maggior probabilità di sostenere la negazione del riscaldamento globale.
Nel febbraio 2015 il negatore del cambiamento climatico Jim Inhofe, che in precedenza aveva definito il cambiamento climatico "la più grande truffa mai perpetrata contro il popolo americano", dichiarò di aver smascherato la pretesa truffa portando una palla di neve nell'aula del Senato USA e lanciandola sul pavimento. Nel 2017 gli successe John Barrasso, che analogamente disse: "Il clima cambia costantemente. Il ruolo che vi gioca l'attività umana è ignoto."
Nel 2012 Donald Trump twittò che i cinesi hanno inventato "il concetto di riscaldamento globale" perché credevano che avrebbe danneggiato in qualche maniera l'industria USA. A fine 2015 chiamò una "bufala" il riscaldamento globale.
Viviamo su un pianeta rotante che ruota intorno a un sole molto più grande, insieme ad altri pianeti e corpi celesti che ruotano intorno al sole e che creano attrazione gravitazionale l'uno sull'altro, mentre la nostra galassia ruota e viaggia nell'universo. Considerando tutto questo, sì, il nostro clima cambierà, ed è assolutamente normale! ... Non cadete nella truffa, i combustibili fossili sono naturali e sorprendenti. 

15 aprile 2023 

Marjorie Taylor Greene
Un tweet del 15 aprile 2023 della rappresentante repubblicana degli Stati Uniti Marjorie Taylor Greene ha affermato che il cambiamento climatico è una "truffa" e che "i combustibili fossili sono naturali e sorprendenti", affermando che "ci sono persone molto potenti che si stanno arricchendo oltre ogni aspettativa convincendo molti che il carbonio è il nemico". Il suo tweet includeva un grafico che ometteva l'anidride carbonica e il metano — le due emissioni dominanti di gas serra.

### Tassonomia della negazione del riscaldamento globale

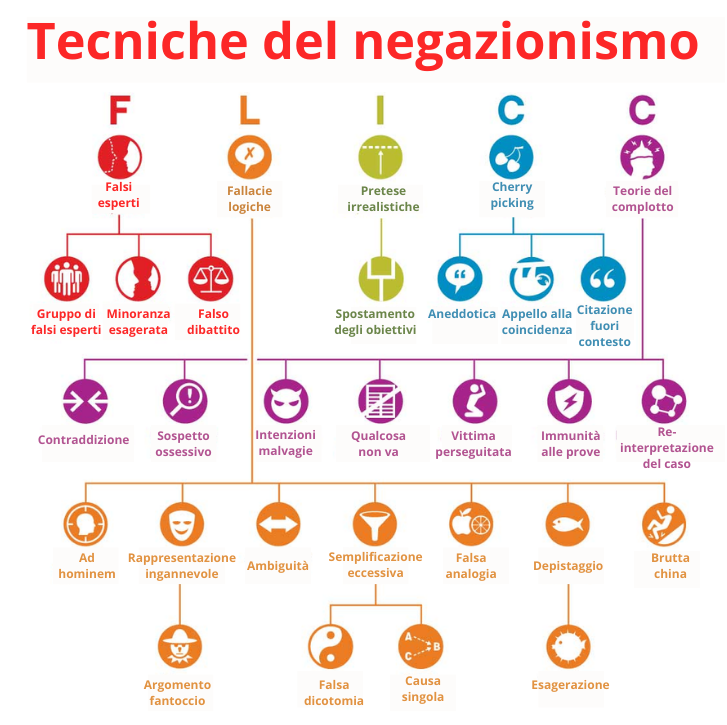
Caratteristiche della negazione della scienza (compresa la negazione della scienza climatica)

Nel 2004 Stefan Rahmstorf descrisse come gli organi di informazione diano la fuorviante impressione che il cambiamento climatico fosse ancora dibattuto nella comunità scientifica, attribuendo questa impressione alle attività PR degli scettici sul cambiamento climatico. Identificò diverse posizioni sostenute dagli scettici climatici, che usò come tassonomia dello scetticismo sul cambiamento climatico: (Più tardi il modello fu applicato anche alla negazione.)
1. Gli scettici o negazionisti (che negano l'esistenza del riscaldamento globale), [e] sostengono che non si sta verificando alcun riscaldamento climatico significativo, affermando che la tendenza al riscaldamento misurata dalle stazioni meteorologiche è un artefatto dovuto all'urbanizzazione intorno a tali stazioni ("effetto isola di calore").
2. Scettici o negazionisti dell'attribuzione (che accettano la tendenza al riscaldamento globale ma ne vedono le cause naturali), [e] dubitano che le attività umane siano responsabili delle tendenze osservate. Alcuni di loro negano persino che l'aumento del contenuto atmosferico di CO2 sia antropogenico [mentre altri sostengono che] l'aggiunta di CO2 non porta a un riscaldamento percepibile [e] che ci devono essere altre cause naturali per il riscaldamento.
3. Scettici o negazionisti dell'impatto (che pensano che il riscaldamento globale sia innocuo o addirittura benefico).»

()
Questa tassonomia è stata utilizzata nelle scienze sociali per l'analisi delle pubblicazioni e per classificare lo scetticismo e la negazione del cambiamento climatico. A volte viene aggiunta una quarta categoria, chiamata "negazione del consenso", che descrive le persone che mettono in dubbio l'esistenza del consenso scientifico sul riscaldamento globale antropogenico.
Il National Center for Science Education descrive la negazione del cambiamento climatico come la messa in discussione di differenti punti nel consenso scientifico, un ventaglio sequenziale di argomenti dal negare il verificarsi del cambiamento climatico, accettarlo ma negare ogni significativo contributo umano, accettarli ma negare le acquisizioni scientifiche su come ciò si rifletterebbe su natura e società umana, fino ad accettare tutti i punti precedenti ma negare che l'umanità possa mitigare o ridurre i problemi. James L. Powell propone una lista più articolata, come pure fa il climatologo Michael E. Mann, in "sei stadi di negazione", un modello a scala in cui in negatori nel tempo hanno acconsentito ad accettare dei punti, ma si arroccano in una posizione che respinge comunque il consenso prevalente:
1. La CO2 non sta crescendo veramente.
2. Ammesso che cresca, l'aumento non ha alcun impatto sul clima, poiché non ci sono prove convincenti del riscaldamento.
3. Se c'è riscaldamento, è dovuto a cause naturali.
4. Se il riscaldamento non può spiegarsi con cause naturali, l'impatto umano è piccolo, e l'impatto di emissioni continue di gas serra sarà lieve.
5. Anche se gli effetti umani attuali e futuri previsti sul clima della Terra non sono trascurabili, i cambiamenti saranno generalmente positivi per noi.
6. Indipendentemente dal fatto che i cambiamenti siano positivi o meno, gli esseri umani sono molto abili ad adattarsi ai cambiamenti; inoltre, è troppo tardi per fare qualcosa, e/o una soluzione tecnologica arriverà quando ne avremo davvero bisogno.[167]»

Giornalisti ed editorialisti come George Monbiot, Ellen Goodman, ed altri hanno descritto la negazione del riscaldamento globale come una forma di negazionismo.
"Negazionismo" in questo contesto è stato definito da Chris e Mark Hoofnagle come l'uso di apparati retorici "per dare l'apparenza di legittima discussione dove non ce n'è alcuna, un approccio che ha come fine ultimo il rifiuto di una proposizione su cui esiste consenso scientifico." Questo processo si caratterizza per l'uso di una o più delle seguenti tattiche:
1. Affermazioni secondo cui il consenso scientifico implica cospirare per falsificare dati o occultare la verità: una teoria del complotto sul riscaldamento globale.
2. Falsi esperti, o soggetti con vedute opposte alla conoscenza costituita, al contempo marginalizzando o denigrando gli esperti che vantano pubblicazioni scientifiche sul punto. Come nel caso (già citato) del dubbio inventato su fumo e salute, pochi scienziati contrari osteggiano il consenso sul clima; in taluni casi, le medesime personalità si sono distinte in entrambe le campagne di disinformazione.
3. Selettività, come nello scegliere maliziosamente saggi scientifici atipici o anche obsoleti, come la controversia sul vaccino MPR basata su un solo studio: tra gli esempi vi sono idee screditate sul periodo caldo medievale.[175]
4. Richieste inverosimili di ricerca, sostenendo che qualsiasi incertezza invalida il campo o esagerando l'incertezza e rifiutando i modelli probabilistici e matematici.
5. Fallacie logiche.

Nel 2015 l'ambientalista Bill McKibben accusò il Presidente Obama (ampiamente considerato favorevolissimo ad agire sul cambiamento climatico) di “catastrofica negazione del cambiamento climatico", per la sua approvazione dei permessi di trivellazione petrolifera in Alaska. McKibben definisce questo "negazione climatica del tipo status quo", in cui il Presidente nega "il significato della scienza, cioè che dobbiamo tenere il carbone nel terreno."
Uno studio valutò la percezione e le azioni del pubblico nei confronti del cambiamento climatico, sulla base dei sistemi di credenze, e identificò sette barriere psicologiche che influiscono sul comportamento, altrimenti incline a facilitare la mitigazione, l'adattamento e la gestione dell'ambiente. L'autore riscontrò le seguenti barriere: cognizione, visione ideologica del mondo, paragoni con le persone chiave, costi e slancio, discredito nei confronti di esperti e autorità, rischi percepiti del cambiamento e cambiamenti comportamentali inadeguati.

## Pseudoscienza

Un approccio ingannevole consiste nel cherry picking di dati relativi a brevi periodi di tempo per affermare che le temperature medie globali non stanno aumentando. Le linee di tendenza blu mostrano controtendenze a breve termine che mascherano le tendenze di riscaldamento a lungo termine mostrate dalle linee di tendenza rosse. Tali rappresentazioni sono state applicate alla cosiddetta pausa del riscaldamento globale (punti blu, 1998-2013).

Diversi gruppi, tra cui il National Center for Science Education, hanno descritto la negazione del cambiamento climatico come una forma di pseudoscienza. Lo scetticismo sul cambiamento climatico, pur professando in alcuni casi di fare ricerca sul cambiamento climatico, si è invece concentrato sull'influenzare l'opinione pubblica, i legislatori e i media, in contrasto con la scienza legittima.
In una recensione del libro di Michael D. Gordin, The Pseudoscience Wars: Immanuel Velikovsky and the Birth of the Modern Fringe, David Morrison scrisse:

## False credenze
È stato dimostrato che spiegare le tecniche di negazione della scienza e di disinformazione, presentando "esempi di persone che usano il cherrypicking o i falsi esperti o il falso equilibrio per fuorviare il pubblico", vaccina in qualche modo le persone contro la disinformazione.
Il dialogo incentrato sulla questione di come le credenze differiscano dalla teoria scientifica può fornire utili indicazioni sul funzionamento del metodo scientifico e sul fatto che le credenze possono avere prove forti o minime a sostegno. L'indagine di Wong-Parodi sulla letteratura mostra quattro approcci efficaci al dialogo, tra cui "incoraggiare le persone a condividere apertamente i loro valori e la loro posizione sul cambiamento climatico prima di introdurre nella discussione le informazioni scientifiche sul clima".

## Aspetti emotivi e psicologici
Il direttore dello Yale Program on Climate Change Communication disse che "non si potrebbe concepire peggior modello per la nostra psicologia di base o per le nostre istituzioni decisionali" che affrontare il cambiamento climatico affidandosi all'attitudine a breve termine dell'uomo e delle sue istituzioni. Il repubblicano della Florida Tom Lee così descrisse l'impatto emotivo e le reazioni dei soggetti al cambiamento climatico: "Se queste previsioni si avverano, ciò è solo economicamente scoraggiante. ... Ecco perché uso l'espressione 'emotivamente spento', perché penso che molte volte, nella conversazione repubblicana, si perda la gente per questo motivo".
Le reazioni personali al cambiamento climatico possono anche sfociare in ansia, depressione, disperazione, dissonanza, incertezza, insicurezza e angoscia; una psicologa suggerisce che "la disperazione per il nostro clima che sta cambiando può ostacolare la soluzione del problema". L'American Psychological Association ha invitato psicologi ed altri scienziati sociali ad occuparsi delle barriere che impediscono di agire riguardo al cambiamento climatico. Si ritiene che l'immediatezza di un numero crescente di eventi meteorologici estremi e gli incentivi fiscali per l'efficienza energetica e l'acquisto di veicoli elettrici motivino le persone ad affrontare il cambiamento climatico.
Uno studio pubblicato in PLOS Climate analizzò le forme difensiva e sicura di identità nazionale — chiamate rispettivamente "narcisismo nazionale" e "identificazione nazionale sicura" —  nella loro correlazione al sostegno delle politiche orientate a mitigare il cambiamento climatico e ad evolvere verso l'energia rinnovabile. I ricercatori conclusero che l'identificazione nazionale sicura tende a sostenere le politiche promuoventi l'energia rinnovabile; tuttavia, si rilevò che il narcisismo nazionale era inversamente correlato al sostegno di tali politiche — tranne che per quanto, politiche siffatte, come il greenwashing, migliorino l'"immagine" nazionale". Si concluse pure che l'orientamento politico di destra, che può indicare l'inclinazione a recepire opinioni complottiste in ambito climatico, è correlato negativamente rispetto al sostegno di politiche di genuina mitigazione climatica.

### Replicare alla negazione climatica – il ruolo di emozioni ed argomenti persuasivi
Un articolo di The Irish Times osserva che la negazione climatica "non si può superare facilmente con un argomento ragionato", perché non è una reazione razionale. Tentare di sconfiggere la negazione con tecniche di argomento persuasivo, come fornire un pezzo di informazione mancante, o nozioni scientifiche generali può essere inefficace. Una persona che ha aderito alla negazione climatica è più incline a prendere una posizione basata sui propri sentimenti, soprattutto sentimenti legati a cose che teme.
Lewandowsky ha dichiarato che "È piuttosto chiaro che la paura delle soluzioni suscita molta opposizione alla scienza."
Può essere utile reagire alle emozioni, anche con la frase "Può essere doloroso rendersi conto che i nostri stili di vita sono responsabili, per favorire l'evoluzione "dalla negazione all'accettare di agire costruttivamente."

### Agricoltori e negazione climatica
Vedere positivi risultati economici dalle iniziative volte a pratiche agricole amiche del clima, o farsi coinvolgere nella gestione intergenerazionale di una fattoria può giocare un ruolo nel distogliere dalla negazione gli agricoltori. Uno studio in tema di negazione climatica tra agricoltori in Australia ha constatato che gli agricoltori erano meno inclini ad assumere posizioni di negazione climatica se avevano riscontrato un miglioramento produttivo conseguente a pratiche favorevoli al clima, o identificavano una persona più giovane come loro successore in fattoria.
Negli Stati Uniti i dialoghi rurali sul clima sponsorizzati dal Sierra Club hanno favorito negli abitanti il superamento dei loro timori di polarizzazione politica ed esclusione, e l'associarsi per affrontare le comuni preoccupazioni sulle conseguenze del clima nelle loro comunità. Alcuni partecipanti che avevano esordito con attitudini di negazione del carattere antropogenetico del cambiamento climatico erano arrivati ad identificare problemi che avrebbero voluto veder affrontare dalle autorità locali.

## Persone che hanno cambiato posizione
"Ero uno scettico del cambiamento climatico", ammise nel 2018 l'editorialista conservatore Max Boot, uno che credeva che "la scienza fosse inconcludente" e quella preoccupazione fosse "gonfiata". Ora, dice, citando il Fourth National Climate Assessment, "il consenso scientifico è così chiaro e convincente." Il dubitatore del cambiamento climatico Bob Inglis, già rappresentante USA di Carolina del Sud, cambiò opinione dopo gli appelli di suo figlio in proposito, e dopo aver studiato per un periodo con il climatologo Scott Heron lo sbiancamento dei coralli nella Grande barriera corallina. Inglis non fu eletto in parlamento nel 2010, e continuò a raccogliere fondi per republicEn, una Non Profit per sostenere voci e soluzioni repubblicane circa il cambiamento climatico.
Jerry Taylor promosse il negazionismo climatico per 20 anni come ex direttore del personale per la task force su energia ed ambiente dell'American Legislative Exchange Council (ALEC) ed ex vicepresidente del Cato Institute. Taylor iniziò a cambiare idea quando il climatologo James Hansen lo sfidò a rileggere alcune deposizioni al Senato. Nel 2014 divenne presidente del Niskanen Center, dove si impegna a convertire gli scettici sul clima in attivisti in favore di quest'ultimo, facendo valere le ragioni economiche per le azioni climatiche.
Nel 2009 il Presidente russo Dmitrij Medvedev dichiarò che il cambiamento climatico era "una specie di campagna fasulla messa in scena da certe strutture commerciali per promuovere i loro progetti d'affari". Dopo che devastanti incendi nel 2010 avevano danneggiato l'agricoltura e avvolto Mosca in una nube soffocante, Medvedev commentò, "Purtroppo, quel che succede ora nelle nostre regioni centrali è la prova di questo cambiamento climatico globale.
Michael Shermer, editore della rivista Skeptic, nel 2006 raggiunse un punto di svolta dopo essersi maggiormente documentato sulle acquisizioni scientifiche, e decise che c'era "prova schiacciante di un riscaldamento globale antropogenico". Il giornalista Gregg Easterbrook, scettico climatico di vecchia data che aveva pubblicato l'influente A Moment on the Earth (1995), cambiò a sua volta idea nel 2006, esponendo la sua nuova veduta con il saggio "Case Closed: The Debate About Global Warming is Over".
Per alcuni anni Sto Ostro, esperto meteorologo di The Weather Channel, aveva manifestato scetticismo o cinismo sul riscaldamento globale antropogenico, però dal 2010 si diede ad illustrare le connessioni tra il cambiamento climatico ascrivibile ad attività umane e i fenomeni meteo estremi.
Richard A. Muller, professore di fisica alla Università della California - Berkeley, co-fondatore del progetto Berkeley Earth Surface Temperature, finanziato dalla Charles Koch Charitable Foundation, si era distinto come contestatore della scienza climatica prevalente. Nel 2011 dichiarò che "in seguito ad un'intensa iniziativa di ricerca che ha coinvolto una dozzina di scienziati, sono arrivato alla conclusione che il riscaldamento globale era vero e che le stime precedenti sul tasso di riscaldamento erano corrette. Adesso voglio fare un passo avanti: Gli esseri umani sono la causa pressoché esclusiva."

## Finanziamento
Tra il 2002 e il 2010 le entrate complessive di 91 organizzazioni-think tank del contro-movimento sul cambiamento climatico, gruppi di sostegno, e associazioni industriali erano circa 900 milioni di dollari. Nello stesso periodo, alcuni miliardari segretamente donarono attraverso Donors Trust e Donors Capital Fund circa 120 milioni di dollari a più di 100 organizzazioni impegnate a screditare la scienza climatica nella percezione del pubblico.
Nel 2019, negli Stati Uniti, il 97 per cento dei contributi politici dell'industria carbonifera e l'88 per cento dei contributi delle industrie di petrolio e gas erano andati ai repubblicani,, spingendo l'economista Paul Krugman a definire i repubblicani "l'unico partito importante al mondo di negazionisti climatici".

## Opinione pubblica
L'opinione pubblica sul cambiamento climatico è significativamente influenzata dallo spazio che i mezzi di comunicazione dedicano all'argomento, e dagli effetti delle campagne di negazione del cambiamento climatico. Le campagne per erodere la fiducia del pubblico nella scienza climatica hanno ridotto la credenza del pubblico nel fenomeno, il che a sua volta ha influenzato le iniziative legislative volte a frenare le emissioni di CO2. Un altro motivo per cui il pubblico è scettico circa il cambiamento climatico risiede nella sua insufficiente informazione in proposito.

### Stati Uniti
In un sondaggio del 2006 ABC News/Time/Stanford il 56% degli statunitensi rispose correttamente che le temperature medie globali erano cresciute nel corso degli ultimi tre anni. Tuttavia, nel medesimo sondaggio, due terzi dissero di credere che gli scienziati "dissentivano parecchio" sul punto "se il riscaldamento globale stia avvenendo o no".
Dal 2001 al 2012 il numero di statunitensi che dicevano di credere nel riscaldamento globale antropogenico scese dal 75 al 44 per cento.
Uno studio rilevò che il sostegno alle politiche sul cambiamento climatico e il comportamento del pubblico sono significativamente influenzati da credenze, atteggiamenti e percezione del rischio. A marzo 2018 il tasso di accettazione tra i previsori televisivi statunitensi del fatto che il clima stesse cambiando salì al novantacinque per cento. Anche il numero di servizi televisivi locali sul riscaldamento globale aumentò di quindici volte. A Climate Central è stata attribuita parte del merito di questo risultato perché fornisce corsi per meteorologi e grafici per le stazioni televisive.
Negli Stati Uniti i mezzi di comunicazione più diffusi prestano maggiore attenzione agli scettici sul cambiamento climatico rispetto alla comunità scientifica nel suo complesso e il livello di consenso all'interno della comunità scientifica non è stato comunicato in modo accurato. In alcuni casi, i notiziari hanno permesso agli scettici del cambiamento climatico di spiegare la scienza del cambiamento climatico al posto di esperti di climatologia. La rappresentazione mediatica degli Stati Uniti e del Regno Unito differisce da quella svolta in altri Paesi, dove le notizie sono più coerenti con la letteratura scientifica. Alcuni giornalisti attribuiscono la differenza al fatto che la negazione del cambiamento climatico viene propagata, soprattutto negli Stati Uniti, da organizzazioni incentrate sul business che utilizzano tattiche già sperimentate dalla lobby del tabacco statunitense. In Francia, negli Stati Uniti e nel Regno Unito, le opinioni degli scettici del cambiamento climatico appaiono molto più frequentemente nei notiziari conservatori rispetto alle altre notizie, e in molti casi queste opinioni sono lasciate senza contraddittorio.
Gli sforzi di Al Gore e di altre campagne ambientaliste si sono concentrati sugli effetti del riscaldamento globale e sono riusciti ad aumentare la consapevolezza e la preoccupazione, ma nonostante questi sforzi, il numero di americani che crede che l'uomo sia la causa del riscaldamento globale è rimasto fermo al 61% nel 2007, e quelli che credono che i media popolari stiano sottovalutando il problema sono rimasti circa il 35%. Un recente sondaggio del 2015 suggerisce che, sebbene gli americani siano sempre più consapevoli dei pericoli e delle implicazioni del cambiamento climatico per le generazioni future, la maggioranza non è preoccupata. Da un'indagine condotta nel 2004, è emerso che oltre il 30% delle notizie presentate nel decennio precedente dava lo stesso risalto ai contributi umani e non umani al riscaldamento globale.
Nel 2018, la National Science Teachers Association ha esortato gli insegnanti a "sottolineare agli studenti che non esiste alcuna controversia scientifica riguardo ai fatti fondamentali del cambiamento climatico".

### Europa

Almeno il 72% degli intervistati cinesi, americani ed europei in un sondaggio sul clima del 2020-2021 della Banca europea per gli investimenti ha dichiarato che i cambiamenti climatici hanno un impatto sulla vita quotidiana.

La negazione del cambiamento climatico è stata promossa da diversi partiti europei di estrema destra, tra cui lo spagnolo Vox, il finlandese Partito dei Finlandesi di estrema destra, l'austriaco Partito della Libertà e il tedesco anti-immigrazione Alternative für Deutschland (AfD).
Nell'aprile del 2023, il politologo francese Jean-Yves Dormagen indica che sono le classi più modeste e conservatrici ad essere le più restìe, e quindi scettiche, nei confronti del cambiamento climatico. In uno studio della Fondazione Jean-Jaurès pubblicato lo stesso mese, lo scetticismo climatico viene paragonato a un nuovo populismo il cui rappresentante sarebbe ultimamente Steven E. Koonin, nonché per altri il suo portavoce.

## Nazionalismo
È stato suggerito che il cambiamento climatico può essere in conflitto con una visione nazionalistica perché è "irrisolvibile" a livello nazionale e richiede un'azione collettiva tra le nazioni o tra le comunità locali, e che quindi il nazionalismo populista tende a rifiutare la scienza del cambiamento climatico.

In un TED talk Yuval Noah Harari osserva: 
Il nazionalismo non ha soluzioni per il cambiamento climatico. Se si vuole essere nazionalisti nel XXI secolo, si deve negare il problema. Se si accetta la realtà del problema, allora si deve accettare che, sì, c'è ancora spazio nel mondo per il patriottismo, c'è ancora spazio nel mondo per avere lealtà e obblighi speciali verso il proprio popolo, verso il proprio Paese. Credo che nessuno stia pensando di abolirlo. Ma per affrontare il cambiamento climatico, abbiamo bisogno di ulteriori lealtà e impegni a un livello che vada oltre la nazione. 
Nel 2019 il Sottosegretario all'Energia Mark W. Menezes disse che le esportazioni del progetto Freeport LNG "avrebbero diffuso il gas della libertà in tutto il mondo", mentre l'Assistente Segretario per l'Energia Fossile Steven Winberg fece proprio l'appello di esportare internazionalmente "molecole di libertà USA".
D'altra parte, è stato sostenuto che un'azione efficace sul clima è policentrica piuttosto che internazionale, e che l'interesse nazionale nei gruppi multilaterali può essere favorito dal superamento della negazione del cambiamento climatico. I contrari al cambiamento climatico possono credere in una "caricatura" dell'intervento statale internazionalista, percepito come una minaccia alla sovranità nazionale, e possono riattribuire rischi come le inondazioni alle istituzioni internazionali. La politica sul cambiamento climatico del Partito per l'Indipendenza del Regno Unito è stata influenzata dal noto contrario Christopher W. Monckton e poi dal suo portavoce per l'energia Roger Helmer, parlamentare europeo, che affermò in un discorso "Non è chiaro che l'aumento della CO2 sia antropogenico."
Jerry Taylor del Niskanen Center sostiene che la negazione del cambiamento climatico è una componente importante della coscienza storica trumpiana e "gioca un ruolo significativo nell'architettura del trumpismo come sistema filosofico in via di sviluppo".
Sebbene la negazione del cambiamento climatico fosse apparentemente in declino "intorno al" 2021, alcune organizzazioni nazionaliste di destra hanno adottato una teoria di "populismo ambientale" che sostiene che le risorse naturali dovrebbero essere preservate per gli attuali residenti di una nazione, escludendo gli immigrati. Altre organizzazioni di destra hanno creato nuove "ali verdi" che affermano falsamente che sono i rifugiati provenienti dalle nazioni povere la causa dell'inquinamento ambientale e dei cambiamenti climatici, e che quindi dovrebbero essere esclusi.

## Lobbying
Gli sforzi di lobby contro la regolamentazione ambientale hanno incluso campagne per creare dubbi sulla scienza alla base del cambiamento climatico e per oscurare il consenso scientifico e i dati. Questi sforzi hanno minato la fiducia dell'opinione pubblica nella scienza del clima e hanno avuto un impatto sulle lobby che si occupano di cambiamenti climatici.
Le organizzazioni di pressione politica FreedomWorks e Americans for Prosperity, finanziate dai fratelli David e Charles Koch delle industrie Koch, sono state importanti nel sostenere il movimento del Tea Party e nell'incoraggiare il movimento ad occuparsi del cambiamento climatico.
Altre organizzazioni conservatrici, come l'Istituto George C. Marshall, il Cato Institute, The Heritage Foundation e l'American Enterprise Institute, hanno partecipato in modo significativo a questi tentativi di lobbying, cercando di bloccare o eliminare le normative ambientali.
Questo approccio per sminuire l'importanza del cambiamento climatico è stato copiato dai lobbisti del tabacco; di fronte alle prove scientifiche che collegavano il tabacco al cancro ai polmoni, per impedire o ritardare l'introduzione di una regolamentazione. I lobbisti hanno tentato di screditare la ricerca scientifica creando dubbi e manipolando il dibattito. Hanno lavorato per screditare gli scienziati coinvolti, per contestare le loro scoperte e per creare e mantenere un'apparente controversia promuovendo affermazioni che contraddicono la ricerca scientifica. "Il dubbio è il nostro prodotto", si vantava un ormai famigerato promemoria dell'industria del 1969. Il dubbio avrebbe messo l'industria del tabacco al riparo da controversie e regolamenti per i decenni a venire". Nel 2006, George Monbiot ha scritto su The Guardian delle somiglianze tra i metodi dei gruppi finanziati dalla Exxon e quelli del gigante del tabacco Philip Morris, tra cui gli attacchi diretti alla verifica tra pari della scienza e i tentativi di creare controversie pubbliche e dubbi.
L'ex presidente della Accademia Nazionale delle Scienze Frederick Seitz, che, secondo un articolo di Mark Hertsgaard su Vanity Fair, ha guadagnato circa 585 000 $ negli anni '70 e '80 come consulente della R.J. Reynolds Tobacco Company, ha continuato a presiedere gruppi come il Science and Environmental Policy Project e il George C. Marshall Institute che si sostiene si siano adoperati per "minimizzare" il riscaldamento globale. Seitz dichiarò negli anni '80 che "il riscaldamento globale è molto più una questione di politica che di clima". Seitz è stato l'autore della Petizione Oregon, un documento pubblicato congiuntamente dal Marshall Institute e dall'Oregon Institute of Science and Medicine in opposizione al protocollo di Kyoto. La petizione e l'allegato "Research Review of Global Warming Evidence" sostenevano:
George Monbiot scrisse su The Guardian che questa petizione, che egli criticava come fuorviante e legata ai finanziamenti dell'industria, "è stata citata da quasi tutti i giornalisti che sostengono che il cambiamento climatico è un mito". Le iniziative dei gruppi di negazionisti del cambiamento climatico ebbero un ruolo significativo nel rifiuto finale del protocollo di Kyoto negli Stati Uniti.
Monbiot ha scritto di un altro gruppo fondato dalla lobby del tabacco, The Advancement of Sound Science Coalition (TASSC), che ora si batte contro le misure per combattere il riscaldamento globale. Mentre esso cerca ancora una volta di costruire l'apparenza di un movimento di base contro la "paura infondata" e l'"eccesso di regolamentazione", Monbiot afferma che il TASSC "ha fatto più danni alla campagna per fermare [il cambiamento climatico] di qualsiasi altro organismo".
Il sociologo ambientale della Drexel University Robert Brulle analizzò il finanziamento di 91 organizzazioni che si opponevano alle restrizioni sulle emissioni di anidride carbonica, da lui definiti il "contro-movimento del cambiamento climatico". Tra il 2003 e il 2013, i donor-advised fund Donors Trust e Donors Capital Fund, insieme, sono stati i maggiori finanziatori, con circa un quarto dei fondi totali, e l'American Enterprise Institute è stato il maggiore beneficiario, con il 16% dei fondi totali. Lo studio rilevò pure che era aumentata la quantità di denaro donato a queste organizzazioni per mezzo di fondazioni le cui fonti di finanziamento non potevano essere rintracciate.
Il lavoro della società di consulenza economica Charles River Associates che prevedeva l'impatto sull'occupazione del Climate Stewardship Act del 2003 è stato criticato dal Natural Resources Defense Council nel 2005 per l'utilizzo di ipotesi economiche irrealistiche e per la produzione di stime non corrette. Uno studio del 2021 ha concluso che il loro lavoro dagli anni 1990 ai 2010 ha sovrastimato i costi previsti e ignorato i potenziali benefici politici, ed è stato spesso presentato da politici e lobbisti come indipendente piuttosto che sponsorizzato dall'industria dei combustibili fossili. Altri documenti pubblicati nello stesso periodo da economisti del MIT e del Wharton Econometric Forecasting Associates, anch'essi finanziati dall'industria dei combustibili fossili, hanno prodotto conclusioni simili.

### Settore privato

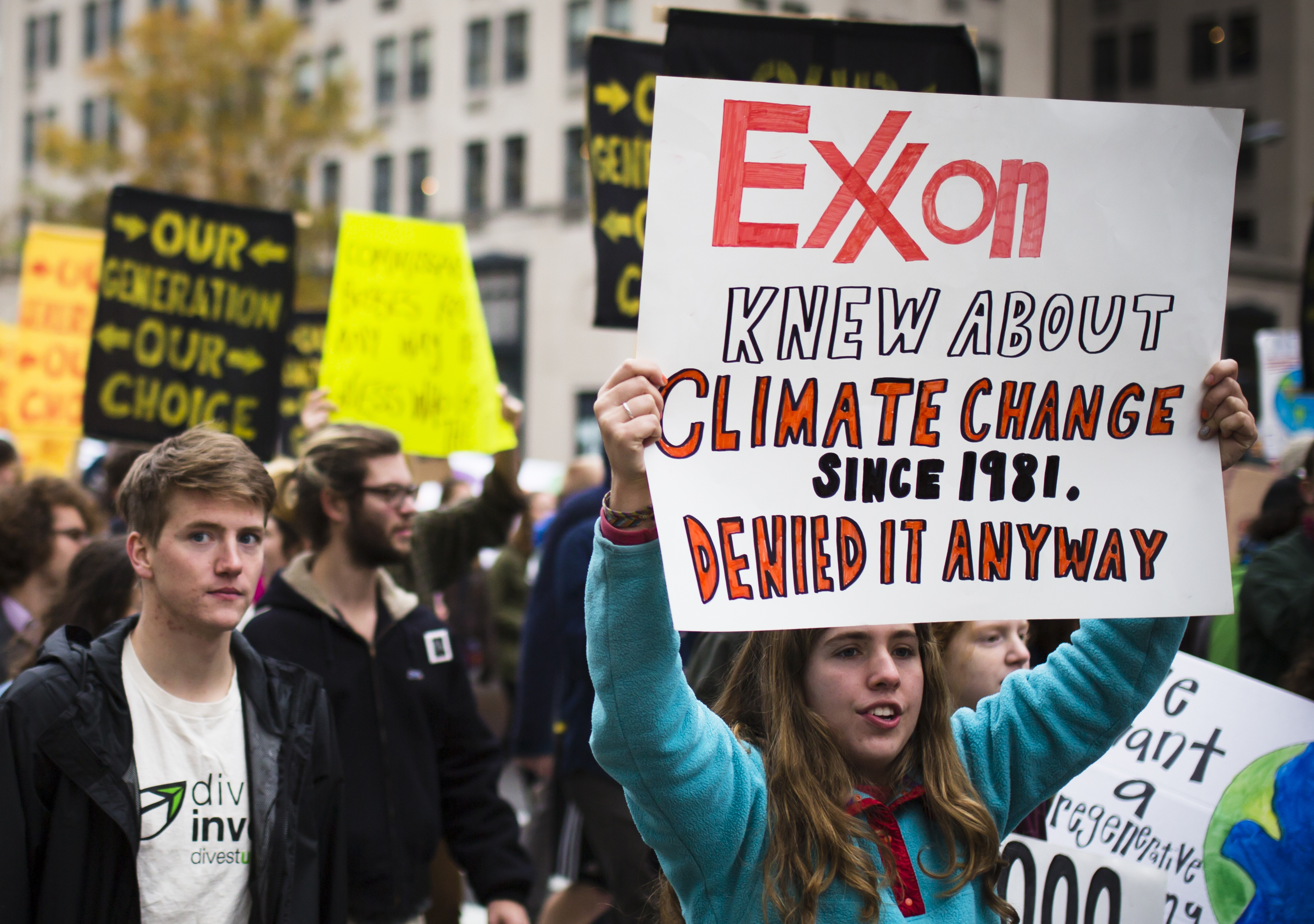
Manifestanti ad una protesta del movimento "Exxon knew" a Washington, DC nel 2015

Diverse grandi aziende dell'industria dei combustibili fossili finanziano in modo significativo i tentativi di ingannare l'opinione pubblica sull'attendibilità della scienza del clima. La ExxonMobil e le fondazioni della famiglia Koch sono state identificate come finanziatori particolarmente influenti del "contrarianismo" sul cambiamento climatico.  Il fallimento della società carbonifera Cloud Peak Energy ha rivelato che essa finanziava l'Institute for Energy Research, un think tank che nega il cambiamento climatico, oltre a diversi altri influencer politici.
Dopo che l'IPCC ebbe pubblicato il suo Rapporto del febbraio 2007, l'American Enterprise Institute (AEI) offrì a scienziati britannici, americani e di altre nazionalità 10 000 dollari più le spese di viaggio per pubblicare articoli critici nei confronti della valutazione. L'istituto aveva ricevuto più di 1,6 milioni di dollari dalla Exxon e il suo vicepresidente degli amministratori era l'ex capo della Exxon Lee Raymond. Raymond mandò lettere in cui sosteneva che il rapporto dell'IPCC non era "supportato dal lavoro analitico". Più di 20 dipendenti dell'AEI lavoravano come consulenti per l'amministrazione di George W. Bush. Nonostante la sua iniziale convinzione che la negazione del cambiamento climatico si sarebbe attenuata con il tempo, la senatrice Barbara Boxer dichiarò che quando seppe dell'offerta dell'AEI, "comprese che c'era un movimento dietro a questo che non si arrendeva".
La Royal Society svolse un'indagine da cui emerse che la ExxonMobil aveva dato 2,9 milioni di dollari a gruppi americani che "disinformavano il pubblico sul cambiamento climatico", 39 dei quali "travisavano la scienza del cambiamento climatico negando apertamente le prove". Nel 2006, la Royal Society ha chiesto alla ExxonMobil di ritirare i finanziamenti per la negazione dei cambiamenti climatici. La lettera ha suscitato critiche, in particolare da parte di Timothy Ball che ha sostenuto che la società ha tentato di "politicizzare il finanziamento privato della scienza e di censurare il dibattito scientifico". Nel 2006, la Royal Society chiese alla ExxonMobil di ritirare i finanziamenti per la negazione dei cambiamenti climatici. La lettera suscitò critiche, in particolare da parte di Timothy Ball che sostenne che la società avesse tentato di "politicizzare il finanziamento privato della scienza e di censurare il dibattito scientifico".
Ricerche condotte in una raccolta d'archivio della Exxon presso l'Università del Texas e interviste giornalistiche a ex dipendenti indicano che l'opinione scientifica all'interno dell'azienda e la sua posizione pubblica nei confronti del cambiamento climatico erano contraddittorie. Una revisione sistematica delle proiezioni della Exxon sui modelli climatici concluse che, in ambito privato e accademico, a partire dalla fine degli anni 1970 e dall'inizio degli anni 1980, la ExxonMobil aveva previsto il riscaldamento globale in modo corretto e abile, aveva scartato correttamente la possibilità di un'imminente era glaciale a favore di una "super-interglaciale indotta dall'anidride carbonica" e aveva stimato ragionevolmente la quantità di CO2 che avrebbe portato a un riscaldamento pericoloso.
Tra il 1989 e il 2002, la Global Climate Coalition, un gruppo di aziende prevalentemente statunitensi, utilizzò tattiche aggressive di lobbying e pubbliche relazioni per opporsi alle azioni di riduzione delle emissioni di gas serra e combattere il Protocollo di Kyoto. La coalizione era finanziata da grandi aziende e gruppi commerciali delle industrie del petrolio, del carbone e dell'auto. The New York Times riferì che "anche se la coalizione si era data da fare per influenzare l'opinione pubblica [verso lo scetticismo], i suoi stessi esperti scientifici e tecnici avevano avvertito che la scienza che sostiene il ruolo dei gas serra nel riscaldamento globale non poteva essere confutata". Nel 2000, la Ford Motor Company fu la prima azienda a lasciare la coalizione in seguito alle pressioni degli ambientalisti, seguita da Daimler-Chrysler, Texaco, la Southern Company e General Motors, successivamente passata alla GCC. L'organizzazione cessò di esistere nel 2002.
Da gennaio 2009 a giugno 2010, le industrie del petrolio, del carbone e delle utility spesero 500 milioni di dollari in spese di lobby per ostacolare la legislazione sul cambiamento climatico.
All'inizio del 2015, diversi organi d'informazione riferirono che Willie Soon, uno scienziato gradito ai negazionisti del cambiamento climatico, non aveva rivelato i conflitti di interesse in almeno 11 articoli scientifici pubblicati dal 2008. Riferirono che aveva ricevuto un totale di 1,25 milioni di dollari dalla ExxonMobil, dalla Southern Company, dall'American Petroleum Institute e da una fondazione gestita dai fratelli Koch. Charles R. Alcock, direttore dell'Harvard-Smithsonian Center for Astrophysics, dove si trovava Soon, dichiarò che permettere ai finanziatori del lavoro di Soon di impedire la divulgazione delle fonti di finanziamento era stato un errore, che non sarà consentito nei futuri accordi di sovvenzione.
Lewandowsky riferisce che ponendo quattro domande sul libero mercato è in grado di prevedere con "il 67% di "fiducia" (cioè di varianza)" l'atteggiamento di un individuo nei confronti del cambiamento climatico.

### Settore pubblico
«Inizierà a diventare più freddo, basta guardare. [...] Non credo che la scienza lo sappia, in realtà.»

— L'allora Presidente degli Stati Uniti Donald Trump
Il Partito Repubblicano negli Stati Uniti è l'unico a negare il cambiamento climatico antropogenico tra i partiti politici conservatori del mondo occidentale. Nel 1994, secondo una nota trapelata, lo stratega repubblicano Frank Luntz consigliò ai membri del Partito Repubblicano, per quanto riguarda il cambiamento climatico, di "continuare a fare della mancanza di certezza scientifica una questione primaria" e di "sfidare la scienza" "reclutando esperti che siano solidali con la vostra opinione". (Nel 2006, Luntz dichiarò di essere ancora convinto che "nel '97 e nel '98 la scienza era incerta", ma ora si allinea al consenso scientifico). Dal 2008 al 2017, il Partito Repubblicano passò "dal discutere come combattere il cambiamento climatico causato dall'uomo a sostenere che non esiste", secondo il New York Times. Nel 2011, "più della metà dei repubblicani alla Camera e tre quarti dei senatori repubblicani" affermarono "che la minaccia del riscaldamento globale, in quanto fenomeno di origine umana e altamente minaccioso, è nel migliore dei casi un'esagerazione e nel peggiore una vera e propria 'bufala'", secondo quanto scritto da Judith Warner su The New York Times Magazine. Nel 2014, secondo la NBC News, oltre il 55% dei repubblicani del Congresso negava il cambiamento climatico. Secondo PolitiFact nel maggio 2014, l'affermazione di Jerry Brown secondo cui "praticamente nessun repubblicano" a Washington accetta la scienza del cambiamento climatico, era "per lo più vera"; PolitiFact contò "otto su 278, o circa il 3%" dei membri repubblicani del Congresso che "accettano la conclusione scientifica prevalente che il riscaldamento globale è sia reale che causato dall'uomo".
Nel 2005,  The New York Times riferì che Philip Cooney, ex lobbista dei combustibili fossili e "team leader del clima" presso l'American Petroleum Institute e capo dello staff del presidente George W. Bush del Council on Environmental Quality, aveva "ripetutamente modificato i rapporti governativi sul clima in modo da minimizzare i legami tra tali emissioni e il riscaldamento globale, secondo documenti interni". Sharon Begley riferì su Newsweek che Cooney "aveva modificato un rapporto del 2002 sulla scienza del clima cospargendolo di frasi come 'mancanza di comprensione' e 'notevole incertezza'". Cooney avrebbe rimosso un'intera sezione sul clima in un rapporto, al che un altro lobbista gli avrebbe inviato un fax con scritto "Stai facendo un ottimo lavoro". Cooney annunciò le sue dimissioni due giorni dopo la diffusione della notizia della sua manomissione dei rapporti scientifici, ma pochi giorni dopo fu annunciato che Cooney avrebbe assunto un incarico presso la ExxonMobil.
Il Segretario dell'energia degli Stati Uniti Rick Perry, in un'intervista del giugno 2017 alla CNBC, riconobbe l'esistenza del cambiamento climatico e l'impatto dell'uomo, ma affermò di non essere d'accordo con l'idea che l'anidride carbonica fosse il motore principale del riscaldamento globale, indicando invece "le acque oceaniche e questo ambiente in cui viviamo". La American Meteorological Society rispose in una lettera a Perry, dichiarando "assolutamente importante che lei capisca che le emissioni di anidride carbonica e di altri gas serra sono la causa principale", e richiamando le conclusioni degli scienziati di ogni parte del mondo.
Il repubblicano Jim Bridenstine, primo politico eletto a ricoprire la carica di amministratore della NASA, aveva precedentemente affermato che le temperature globali non stavano aumentando. Un mese dopo la conferma da parte del Senato del suo incarico alla NASA, nell'aprile 2018, riconobbe che le emissioni umane di gas serra stavano facendo crescere le temperature globali.
Sebbene il negazionismo climatico abbia iniziato a diminuire tra i vertici del Partito Repubblicano, andando verso il riconoscimento che "il clima sta cambiando", uno studio del 2019 condotto da alcuni importanti think tank descrive la destra climatica come "frammentata e sottofinanziata".
Il riconoscimento del cambiamento climatico da parte dei politici, pur esprimendo incertezza su quanto il cambiamento climatico possa essere attribuito all'attività umana, è stato descritto come una nuova forma di negazione del clima e "uno strumento affidabile per manipolare la percezione pubblica del cambiamento climatico e bloccare l'azione politica".

### Scuole
Secondo i documenti trapelati nel febbraio 2012, l'Heartland Institute stava sviluppando un curriculum, da utilizzare nelle scuole, che inquadrerebbe il cambiamento climatico come una controversia scientifica. Nel 2017, Glenn Branch, vicedirettore del National Center for Science Education (NCSE), scrisse che "l'Heartland Institute continua a infliggere la sua letteratura negazionista sul cambiamento climatico agli insegnanti di scienze di tutto il Paese". Descrisse anche la reazione di alcuni insegnanti di scienze agli invii di Heartland: "Fortunatamente, il materiale di Heartland continua a essere accolto con scetticismo e respinto con disprezzo". Il NCSE preparò Classroom Resources (risorse didattiche) in risposta alle minacce antiscientifiche di Heartland ed altri.
Branch fece anche riferimento ad un articolo di ClimateFeedback.org che recensiva un opuscolo di Heartland non richiesto, intitolato "Perché gli scienziati non sono d'accordo sul riscaldamento globale", inviato agli insegnanti di scienze degli Stati Uniti. La loro intenzione era quella di inviarlo a "più di 200.000 insegnanti K-12". Ogni affermazione significativa fu valutata per la sua accuratezza da scienziati esperti dell'argomento. Nel complesso, l'accuratezza dell'opuscolo è stata valutata con una "F" (il voto più basso nei sistemi di valutazione anglosassoni): "difficilmente potrebbe ottenere un punteggio inferiore", e "la sezione "Risultati chiave" è scorretta, fuorviante, basata su una logica errata o semplicemente imprecisa nei fatti".

## Effetto
La narrazione di una fantasiosa incertezza sul cambiamento climatico, la strategia fondamentale della negazione del cambiamento climatico, è stata molto efficace, soprattutto negli Stati Uniti. Ha contribuito a ridurre i livelli di preoccupazione nell'opinione pubblica, e ha dato pretesto all'inerzia dei governi in tutto il mondo. Un sondaggio di Angus Reid pubblicato nel 2010 indicò che lo scetticismo nei confronti del riscaldamento globale negli Stati Uniti, in Canada e nel Regno Unito era in aumento. Le cause di questa tendenza possono essere molteplici, tra cui l'attenzione alle questioni economiche piuttosto che a quelle ambientali e una percezione negativa delle Nazioni Unite e del loro ruolo nella discussione sui cambiamenti climatici. Un'altra causa potrebbe essere la stanchezza dovuta alla sovraesposizione dell'argomento: i sondaggi secondari suggeriscono che il pubblico potrebbe essere stato scoraggiato dai toni eccessivamente radicali della discussione, mentre altri sondaggi mostrano che il 54% degli elettori statunitensi ritiene che "gli organi d'informazione fanno apparire il riscaldamento globale peggiore di quanto sia in realtà". Un sondaggio del 2009 sulla questione se "alcuni scienziati hanno falsificato i dati della ricerca per sostenere le proprie teorie e convinzioni sul riscaldamento globale" mostrò che il 59% degli americani lo riteneva "almeno in qualche modo probabile", mentre il 35% lo riteneva "molto probabile".